# Advanzia Bank
Advanzia Bank is een Europese digitale bank met hoofdkantoor in Munsbach. Het bedrijf is al vanaf zijn oprichting in 2005 gevestigd in Luxemburg en valt daar onder de raad van toezicht op het bankwezen, de CSSF. Advanzia Bank biedt particuliere klanten gratis kredietkaarten en spaarrekeningen aan. Verder biedt Advanzia Bank kredietkaarten en kredietkaartoplossingen aan voor zakelijke klanten en andere financiële instellingen. De onderneming is op dit gebied een van de grootste spelers op de markt.

## Geschiedenis
De oprichting van Advanzia Bank kwam tot stand op initiatief van een voormalige manager van de Noorse Bankia Bank. De nieuwe onderneming kreeg eind 2005 zijn banklicentie van het Ministerie van Financiën en werd in 2006 operationeel. In hetzelfde jaar werd Advanzia Bank ook actief op de Duitse markt.
Van in het begin werkte Advanzia Bank als internetbank zonder filialen. De bank concentreerde zich daarbij op twee producten: een gratis kredietkaart en een dagelijks opvraagbare spaarrekening als geldbelegging met een bovengemiddelde rentevergoeding. Beide aangeboden producten kregen ruime aandacht in de media. De bank overleefde zonder al te grote problemen de wereldwijde financiële crisis die in 2007 ontstond. In boekjaar 2009 heeft Advanzia Bank voor het eerst winst geboekt.
Vanaf 2010 zette Advanzia Bank vaart achter de verdere internationalisering op basis van de Europese richtlijn voor financiële dienstverlening op afstand, dus zonder vestigingen in de zogenaamde doelmarkten. In 2012 is Advanzia actief geworden in Frankrijk, in 2015 volgde Oostenrijk, in 2019 Spanje en in 2021 Italië. In 2018/2019 nam Advanzia Bank de kredietkaart-servicecontracten  van de Zweedse Catella Bank over. Gebaseerd op het aantal verstrekte kredietkaarten ligt het zwaartepunt van de bank tot nu toe in Duitstalig Europa.
Vanaf 2020 bieden de gratis kredietkaarten van Advanzia Bank mobiel betalen aan, onder andere via Google Play. Inmiddels geeft de bank niet alleen kredietkaarten van Mastercard uit, maar beschikt het ook over een Visa licentie.

## Bedrijfsstructuur
Advanzia Bank opereert als Société Anonyme (S.A.), een naamloze vennootschap volgens Luxemburgs recht. De firma heeft als doel het uitvoeren van banktransacties, met name de uitgifte van kredietkaarten, het verlenen van kredieten aan de houders van kredietkaarten en het beheer van spaarrekeningen.
De onderneming staat onder toezicht van de Commission de Surveillance du Secteur Financier (CSSF), de Luxemburgse toezichthouder van de financiële markten. Advanzia Bank is lid van het Fonds de Garantie des Dépôts Luxembourg (FGDL), het Luxemburgse depositogarantiestelsel, dat de inleg van klanten tot een bedrag van 100.000 euro garandeert.
Advanzia Bank is in handen van particuliere investeerders. Sinds 2006 heeft het Noorse bedrijf Kistefos met ongeveer 60% de meerderheid van de aandelen in zijn bezit. Kistefos consolideert de onderneming in zijn balans. Bengt Arve Rem, Chief Executive Officer van de Kistefos Group, is de voorzitter van de raad van bestuur van Advanzia.
De directie van Advanzia Bank bestaat uit Roland Ludwig (Chief Executive Officer, CEO), Kaj Larsen (General Counsel) en Patrick Thilges (Chief Financial Officer, CFO).

## Producten
Het bedrijfsmodel van Advanzia Bank is gebaseerd op de uitgifte van kredietkaarten. De financiering daarvan berust voornamelijk op de inleg op dagelijks opvraagbare spaarrekeningen.